# Reticello

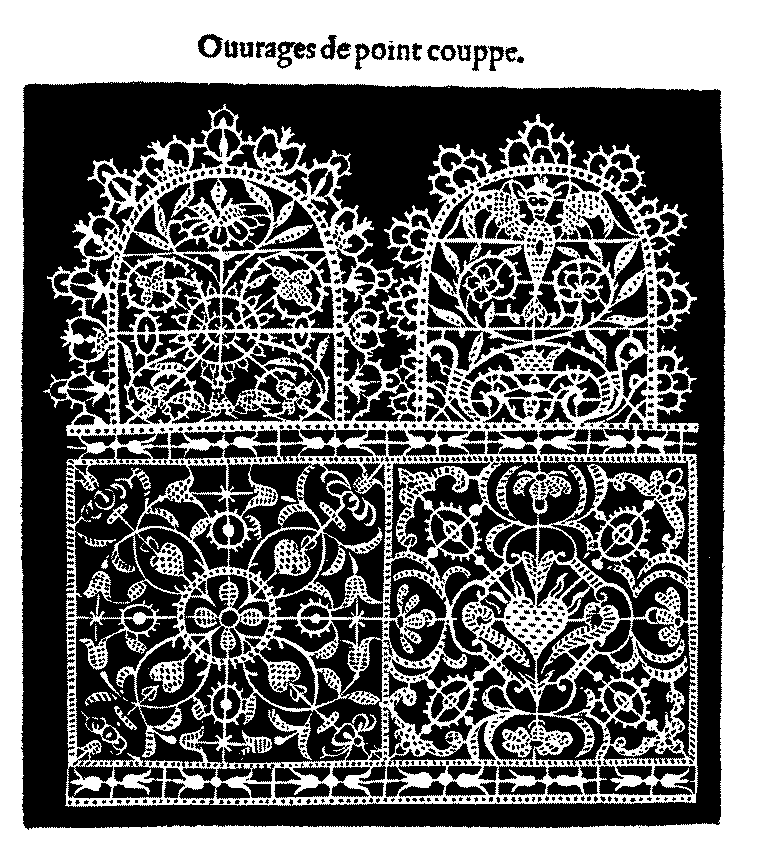
Disegno per reticello da Les Singuliers et Nouveaux Pourtaicts di Federico de Vinciolo, 1609 ristampa dell'edizione del 1587

Il reticello è una trina ad ago di origine veneziana datato XV secolo rimasto popolare fino al primo quarto del XVII secolo. Viene citato per la prima volta nel 1493 come punto redexelo in un atto della divisione dei beni tra Angela e Ippolita Sforza Visconti.

## Tecnica
Si colloca nel percorso che va da i lavori sfilati, passando per il punto tagliato e il reticello per arrivare al punto in aria. Nel reticello quasi tutti i fili vengono sfilati e tagliati, tranne quelli che a intervalli servono a formare la griglia in cui vengono costruiti i motivi ornamentali. Il risultato è una delicata griglia quadrettata che trafora un tessuto fine spesso in lino, ornata da una serie di disegni: fiori, cerchi, rombi.
Libri di schemi per reticello furono disegnati da Mathio Pagan a Venezia nel 1542, da Federico de Vinciolo in Francia nel 1587 e da Cesare Vecelio, in Italia 1590 stampato nel 1617, erano molto popolari e frequentemente ristampati.